# 瓦肯平原
瓦肯平原（Vulcan，/ˈvʌlkən/）是冥王星的衛星Charon表面上的大平原，是新視野號在2015年7月飛越時發現的。它以科幻小說星艦迷航系列中虛構的瓦肯星命名。

## 地理
瓦肯平原沒有大的坑洞，大多是平滑的表面。比較大的坑以以星艦迷航中的人物命名，而兩座山分別以這系列科幻小說的作者和影集導演的名字命名。

### 地理特徵名稱列表[1]
| 特徵       | 類型 | 名稱               | 神話         |
| ---------- | ---- | ------------------ | ------------ |
| 克拉克山   | 山   | 亞瑟·查理斯·克拉克 | 科幻小說作者 |
| 庫柏力克山 | 山   | 史丹利·庫柏力克    | 科幻小說作者 |
| 寇克坑     | 坑   | 詹姆士·T·寇克      | 星艦迷航系列 |
| 史巴克坑   | 坑   | 史巴克             | 星艦迷航系列 |
| 蘇魯坑     | 坑   | 蘇魯光             | 星艦迷航系列 |
| 烏瑚拉坑   | 坑   | 妮歐塔·烏瑚拉      | 星艦迷航系列 |